# James Rudolph Garfield
Pour les articles homonymes, voir Garfield.
James Rudolph Garfield, né le 17 octobre 1865 à Hiram (Ohio) et mort le 24 mars 1950 à Cleveland (Ohio), est un homme politique et avocat américain. Membre du Parti républicain, il est secrétaire à l'Intérieur entre 1907 et 1909 dans l'administration du président Theodore Roosevelt.

## Biographie
James Rudolph Garfield est le troisième des sept enfants du président James Abram Garfield et de son épouse Lucretia.
Diplômé du Williams College en 1885, il obtient son « J. D. » à l’université Columbia en 1888.
Il est membre du Sénat de l'Ohio de 1896 à 1899, puis il est nommé à la United States Civil Service Commission (en), où il siège de 1902 à 1903. Il devient ensuite commissioner of corporations au département du Commerce et du Travail en février 1903. Le président Theodore Roosevelt le nomme secrétaire à l'Intérieur des États-Unis le 5 mars 1907, poste qu’il occupe jusqu’à la fin de l’administration Roosevelt, le 4 mars 1909.
Il meurt le 25 mars 1950 à l’âge de 84 ans et est enterré à Mentor dans l’Ohio.